# بول نوتال
بول أندرو نوتال (بالإنجليزية: Paul Andrew Nuttall)‏ هو سياسي بريطاني من حزب الاستقلال البريطاني وعضو في البرلمان البريطاني ولد في يوم 30 نوفمبر 1976 في مدينة بوتل في إنجلترا. عرف بمواقفه المناهضة للإتحاد الأوروبي والهجرة وتعليم الجنس والمثلية في المدارس وسياسات التغير المناخي وكذلك مطالبته بمنع لبس البرقع في الأماكن العامة. أصبح زعيم لحزب الاستقلال خلفاً لنايغل فاريج من سنة 2016 إلى سنة 2017.